# Stazione di Ussassai
La stazione di Ussassai è una stazione ferroviaria compresa nel comune di Ussassai posta lungo la linea Mandas-Arbatax, utilizzata esclusivamente per i servizi turistici del Trenino Verde.

## Storia
Le origini della stazione coincidono con quelle della ferrovia e risalgono alla fine dell'Ottocento, periodo in cui la Società italiana per le Strade Ferrate Secondarie della Sardegna portò avanti la costruzione delle prime ferrovie pubbliche a scartamento ridotto in Sardegna. Lo scalo di Ussassai, posto a circa nove chilometri di distanza stradale dall'omonimo abitato fu inaugurato il 16 novembre 1893 insieme al tronco ferroviario che da Gairo giungeva nella stazione. I treni nei primi mesi di esercizio collegarono la stazione solo in direzione Arbatax; il 20 aprile 1894 veniva aperto infine il tronco da Ussassai a Villanova Tulo, che collegando le due porzioni di ferrovia realizzate sino a quel momento completava l'intera linea.

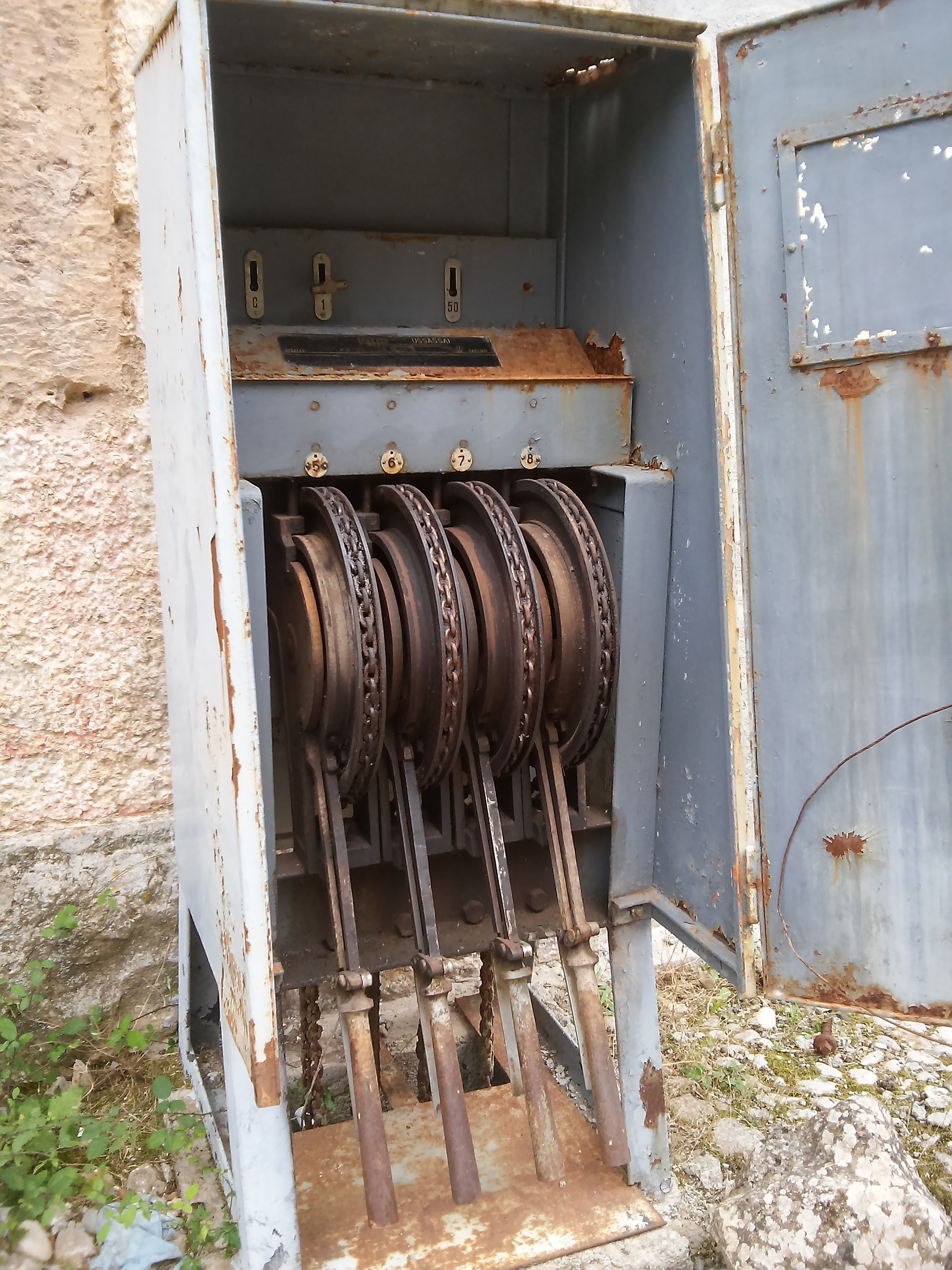
Leve per la movimentazione degli scambi della stazione: il sistema è stato installato nel secondo dopoguerra

Alla gestione SFSS nel 1921 subentrò quella della Ferrovie Complementari della Sardegna, a cui seguì nel 1989 la Ferrovie della Sardegna. Sotto questa amministrazione l'intera Mandas-Arbatax fu destinata, a partire dal 16 giugno 1997, all'impiego per il solo traffico turistico legato al progetto Trenino Verde, fatto che portò alla cessazione dell'utilizzo regolare dello scalo. Da allora la stazione, che dal 2010 è gestita dall'ARST, viene utilizzata quasi esclusivamente nel periodo estivo restando per il resto dell'anno sostanzialmente priva di traffico. Tuttavia a causa del cattivo stato delle travate metalliche di alcuni ponti del tronco Seui-Gairo la stazione è priva di traffico dal 2016.

## Strutture e impianti
Lo scalo di Ussassai è configurato come stazione passante, ed è dotata complessivamente di due binari a scartamento da 950 mm. Dinanzi al fabbricato viaggiatori è presente il solo binario di corsa, trovandosi quello di incrocio ad ovest del principale edificio dello scalo; sempre il binario di raddoppio presenta anche un prolugamento tronco che serviva il dismesso scalo merci della stazione, dotato anche di un piano caricatore in passato sormontato da una copertura.

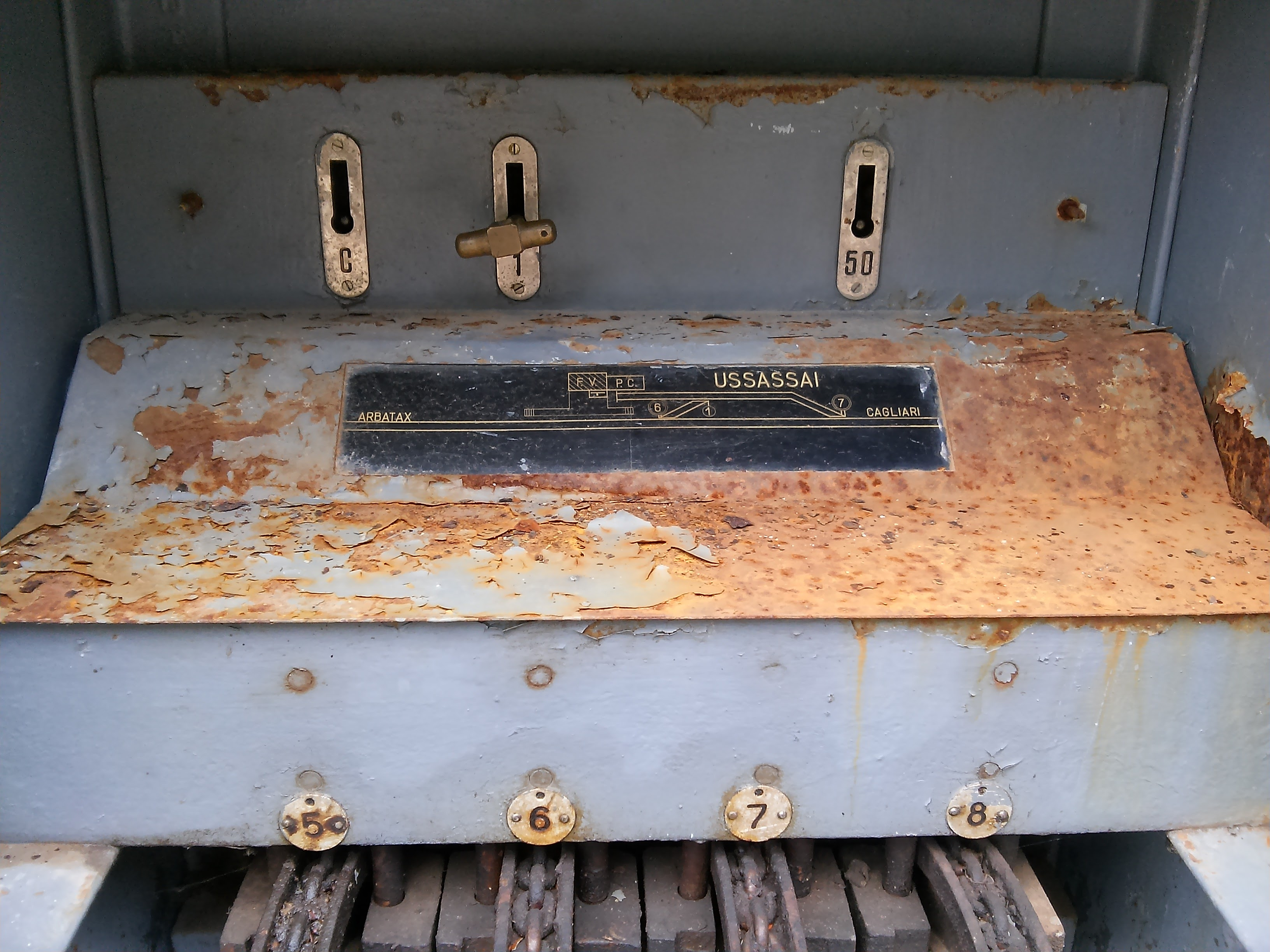
Piano binari della stazione contenuto nell'armadio di movimentazione scambi

La stazione è dotata di un fabbricato viaggiatori (chiuso al pubblico), edificio a pianta rettangolare con sviluppo su due piani più tetto a falde in laterizi, dotato di tre accessi sul lato binari. Presente inoltre nell'area dell'impianto una ex casa cantoniera, posta a guardia del passaggio a livello lungo la SS 198 che delimita ad est la stazione.

## Movimento
Dall'estate 1997 la stazione è utilizzata esclusivamente per il traffico turistico, tuttavia dal 2016 nessuna relazione serve lo scalo di Ussassai in quanto ubicato lungo una porzione della Mandas-Arbatax provvisoriamente chiusa all'esercizio per problemi infrastrutturali.

## Servizi

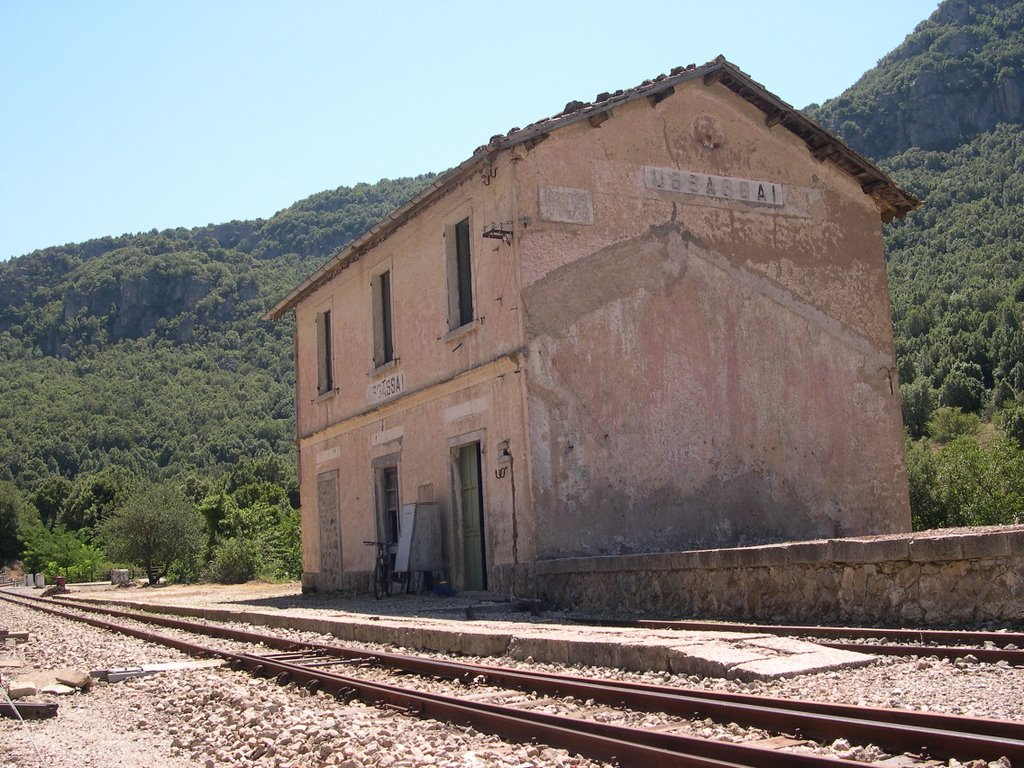
La stazione nel 2008, con in primo piano il fabbricato viaggiatori

Nel fabbricato viaggiatori dell'impianto è presente una sala d'attesa sebbene di norma non accessibile all'utenza a causa dell'impresenziamento della stazione. Presenti in passato anche i servizi igienici, i cui accessi sono stati murati. 
- Sala d'attesa

## Interscambi
Nei pressi della stazione è ubicata una fermata delle autolinee dell'ARST, che collegano l'area con il paese di Ussassai ed altri centri della zona, oltre che con Cagliari.
- Fermata autobus